# SN 2000cs
SN 2000cs – supernowa typu II-pec odkryta 30 czerwca 2000 roku w galaktyce M+07-34-15. W momencie odkrycia miała maksymalną jasność 17,80m.